# Detroit Pistons 1991-1992
La stagione 1991-92 dei Detroit Pistons fu la 43ª nella NBA per la franchigia.
I Detroit Pistons arrivarono terzi nella Central Division della Eastern Conference con un record di 48-34. Nei play-off persero al primo turno con i New York Knicks (3-2).

## Roster
| N°  | Naz.                   | Ruolo | Sportivo          | Anno | Alt. | Peso |
| --- | ---------------------- | ----- | ----------------- | ---- | ---- | ---- |
| 00  | Stati Uniti (bandiera) | C     | William Bedford   | 1963 | 213  | 102  |
| 0-6 | Stati Uniti (bandiera) | A     | Orlando Woolridge | 1959 | 206  | 98   |
| 3   | Stati Uniti (bandiera) | AC    | Brad Sellers      | 1962 | 213  | 95   |
| 4   | Stati Uniti (bandiera) | G     | Joe Dumars        | 1963 | 191  | 86   |
| 5   | Stati Uniti (bandiera) | G     | Darrell Walker    | 1961 | 193  | 82   |
| 10  | Stati Uniti (bandiera) | A     | Dennis Rodman     | 1961 | 201  | 95   |
| 11  | Stati Uniti (bandiera) | G     | Isiah Thomas      | 1961 | 185  | 82   |
| 12  | Stati Uniti (bandiera) | G     | Gerald Henderson  | 1956 | 188  | 79   |
| 14  | Stati Uniti (bandiera) | G     | Charles Thomas    | 1969 | 191  | 79   |
| 22  | Stati Uniti (bandiera) | AC    | John Salley       | 1964 | 211  | 104  |
| 23  | Stati Uniti (bandiera) | GA    | Mark Aguirre      | 1959 | 198  | 105  |
| 30  | Stati Uniti (bandiera) | A     | Bob McCann        | 1964 | 198  | 111  |
| 32  | Stati Uniti (bandiera) | G     | Lance Blanks      | 1966 | 193  | 86   |
| 40  | Stati Uniti (bandiera) | C     | Bill Laimbeer     | 1957 | 211  | 111  |

## Staff tecnico
- Allenatore: Chuck Daly
- Vice-allenatori: Brendan Malone, Brendan Suhr